# Pioggia viola
Pioggia viola è un singolo della cantante italiana Chiara Galiazzo, pubblicato il 26 aprile 2019 come primo estratto dal quarto album in studio Bonsai.

## Descrizione
La canzone, scritta da Danti, Piero Romitelli e Katoo insieme alla stessa Chiara, vede la partecipazione vocale di J-Ax, anche lui coautore del brano. A proposito della collaborazione con il rapper, con il quale torna a duettare dopo la traccia Nati così, contenuta nella riedizione del quinto album di lui, Il bello d'esser brutti - Multplatinum Edtion, la cantante ha affermato:

Chiara, inoltre, parlando della genesi del brano ha aggiunto: 
Il singolo presenta un evidente omaggio al cantautore statunitense Prince: il titolo, infatti, evoca il suo celeberrimo successo discografico Purple Rain.

## Video musicale
Il video, diretto da Fabrizio Conte, è stato reso disponibile il 30 aprile 2019 attraverso il canale YouTube della cantante. Gli esterni sono stati girati nel parco giardino Sigurtà di Valeggio sul Mincio.

## Tracce
Testi di Alessandro Aleotti, Chiara Galiazzo, Daniele Lazzarin e Piero Romitelli, musiche di Francesco Catitti, Chiara Galiazzo, Daniele Lazzarin e Piero Romitelli.
1. Pioggia viola (feat. J-Ax) – 3:12

## Formazione
- Chiara Galiazzo – voce
- Francesco "Katoo" Catitti – produzione, tastiere, programmazione
- Giuseppe Taccini – chitarra
- Lucio Enrico Fassino – basso